# Failed Apocalypse
Failed Apocalypse je album zadarske power metal/death metal skupine Rising Dream, izdan 8. kolovoza 2008. godine za Mars Music/Dallas Records. Snimljen u studiju Present u Strmcu u razdoblju od veljače do lipnja 2008. godine; klavijature snimljene u studiju daVision u Bibinjama. Produkciju, miks i mastering potpisuje Denis Mujadžić Denyken. Gostujući glazbenici: Melissa Ferlaak vokal u pjesmi Dreams Come True i Nina Goić flauta u pjesmi Dreams Come True (Acoustic). Dizajn i koncept osmislio Ivan Kutija, fotografije osmislili i izradili Leo Banić i Ivan Kutija. Video Heretic Prophecy osmislio i snimio Steve Ravić. Video Bird of Prey (Live) snimili Taka t' čuda i Masters of Rock video ekipe.

## Popis pjesama
1. "Failed Apocalypse" – 5:30
2. "Trivial No More" – 4:26
3. "Heretic Prophecy" – 4:39
4. "Spheres" – 4:27
5. "Hated" – 3:23
6. "Dreams Come True" – 5:41
7. "Transcend" – 3:26
8. "Voice of Gods" – 5:04
9. "Storm" – 5:41
10. "Bird of Prey" – 5:22
11. "...To Dream Alone" – 5:03
12. "Dreams Come True (Acoustic)" – 2:37

## Multimedija
1. "Heretic Prophecy" – Video
2. "Bird of Prey (Live)" – Video